# پسکوپس (آدیغیه)
پسکوپس (به لاتین: Psekups) یک منطقهٔ مسکونی در روسیه است که در آدیغیه واقع شده‌است.